# Hyperythra metabolis
Hyperythra metabolis là một loài bướm đêm trong họ Geometridae.